# Burlington (Indiana)
Burlington is een plaats (town) in de Amerikaanse staat Indiana, en valt bestuurlijk gezien onder Carroll County.

## Demografie
Bij de volkstelling in 2000 werd het aantal inwoners vastgesteld op 444.
In 2006 is het aantal inwoners door het United States Census Bureau geschat op 449, een stijging van 5 (1,1%).

## Geografie
Volgens het United States Census Bureau beslaat de plaats een oppervlakte van
1,4 km², geheel bestaande uit land. Burlington ligt op ongeveer 239 m boven zeeniveau.

## Plaatsen in de nabije omgeving
De onderstaande figuur toont nabijgelegen plaatsen in een straal van 20 km rond Burlington.